# Major League Baseball 2024
La stagione 2024 della Major League Baseball (MLB) è iniziata il ufficialmente il 28 marzo. È stata anticipata con una serie di due partite tra i Los Angeles Dodgers e i San Diego Padres disputate a Seoul, in Corea del Sud, il 20 e il 21 marzo.
Il 94º All-Star Game è previsto per il 16 luglio al Globe Life Field di Arlington, in Texas.
La postseason inizierà il 1º ottobre con una potenziale Gara 7 delle World Series fissata per il 2 novembre.
Durante la pausa invernale, i proprietari della MLB hanno approvato il trasferimento degli Oakland Athletics a Las Vegas nel 2028.

## Calendario
Come parte dell'MLB World Tour, i Los Angeles Dodgers e i San Diego Padres hanno aperto la stagione al Gocheok Sky Dome di Seoul dal 20 al 21 marzo, nelle prime partite della stagione regolare della MLB giocate in Corea del Sud. L'Opening Day in Nord America si è svolto il 28 marzo, con tutti i club tranne 4 in azione; Milwaukee Brewers, New York Mets, Atlanta Braves e Philadelphia Phillies hanno giocato il 29 marzo a causa di un rinvio dovuto al maltempo.
Altre serie dell'MLB World Tour includono Houston Astros e Colorado Rockies all'Estadio Alfredo Harp Helú di Città del Messico il 27 e 28 aprile, i New York Mets e i Philadelphia Phillies al London Stadium di Londra l'8 e 9 giugno, e i Boston Red Sox e i Tampa Bay Rays nello spring training all'Estadio Quisqueya di Santo Domingo dal 9 al 10 marzo.
I San Francisco Giants e i St. Louis Cardinals giocheranno al Rickwood Field di Birmingham, in Alabama, il 20 giugno, in una partita in onore delle Negro league e dell'outfielder membro della Hall of Fame Willie Mays.

## Modifiche alle regole
Il 21 dicembre 2023, la MLB ha annunciato una serie di modifiche alle regole per la stagione 2024.
- Dopo una palla morta, l'orologio di lancio si riavvia non appena il lanciatore riceve una nuova palla dall'arbitro (in precedenza l'orologio si riavviava una volta che il lanciatore entrava nel cerchio attorno al monte di lancio). Quando i corridori sono in base, il tempo dell'orologio diminuirà da 20 secondi a 18 secondi.
- Le visite al monte di lancio saranno ridotte da cinque a quattro. Le squadre riceveranno una visita extra al nono inning se ne hanno utilizzate quattro prima di quel momento.
- La zona di corsa tra le basi è stata allargata fino all'erba del campo interno. La distanza tra la linea di foul e l'erba interna sarà compresa tra 18 e 24 pollici in tutti i campi da baseball.
- Un lanciatore che si riscalda all'inizio di un inning deve affrontare almeno un battitore; non possono essere sostituiti durante o dopo il riscaldamento.

## Stagione regolare

### American League
East
| Squadra           | Vittorie | Sconfitte | Perc. | GB |
| ----------------- | -------- | --------- | ----- | -- |
| New York Yankees  | 94       | 68        | .580  | —  |
| Baltimore Orioles | 91       | 71        | .562  | 3  |
| Boston Red Sox    | 81       | 81        | .500  | 13 |
| Tampa Bay Rays    | 80       | 82        | .494  | 14 |
| Toronto Blue Jays | 74       | 88        | .457  | 20 |

Central
| Squadra             | Vittorie | Sconfitte | Perc. | GB   |
| ------------------- | -------- | --------- | ----- | ---- |
| Cleveland Guardians | 92       | 69        | .571  | —    |
| Kansas City Royals  | 86       | 76        | .531  | 6.5  |
| Detroit Tigers      | 86       | 76        | .531  | 6.5  |
| Minnesota Twins     | 82       | 80        | .506  | 10.5 |
| Chicago White Sox   | 41       | 121       | .253  | 51.5 |

West
| Squadra            | Vittorie | Sconfitte | Perc. | GB   |
| ------------------ | -------- | --------- | ----- | ---- |
| Houston Astros     | 88       | 73        | .547  | —    |
| Seattle Mariners   | 85       | 77        | .525  | 3.5  |
| Texas Rangers      | 78       | 84        | .481  | 10.5 |
| Oakland Athletics  | 69       | 93        | .426  | 19.5 |
| Los Angeles Angels | 63       | 99        | .389  | 25.5 |

### National League
East
| Squadra               | Vittorie | Sconfitte | Perc. | GB |
| --------------------- | -------- | --------- | ----- | -- |
| Philadelphia Phillies | 95       | 67        | .586  | —  |
| Atlanta Braves        | 89       | 73        | .549  | 6  |
| New York Mets         | 89       | 73        | .549  | 6  |
| Washington Nationals  | 71       | 91        | .438  | 24 |
| Miami Marlins         | 62       | 100       | .383  | 33 |

Central
| Squadra             | Vittorie | Sconfitte | Perc. | GB |
| ------------------- | -------- | --------- | ----- | -- |
| Milwaukee Brewers   | 93       | 69        | .574  | —  |
| Chicago Cubs        | 83       | 79        | .512  | 10 |
| St. Louis Cardinals | 83       | 79        | .512  | 10 |
| Cincinnati Reds     | 77       | 85        | .475  | 16 |
| Pittsburgh Pirates  | 76       | 86        | .469  | 17 |

West
| Squadra              | Vittorie | Sconfitte | Perc. | GB |
| -------------------- | -------- | --------- | ----- | -- |
| Los Angeles Dodgers  | 98       | 64        | .605  | —  |
| San Diego Padres     | 93       | 69        | .574  | 5  |
| Arizona Diamondbacks | 89       | 73        | .549  | 9  |
| San Francisco Giants | 80       | 82        | .494  | 18 |
| Colorado Rockies     | 61       | 101       | .377  | 37 |

1. 1 2 3 4 5 6  Vincitore division
2. 1 2 3 4 5  Wildcard

## Postseason

### Tabellone
|  | Wild Card Games | Wild Card Games    | Wild Card Games |  |  | Division Series | Division Series       | Division Series |  |  | League Championship Series | League Championship Series | League Championship Series |  |  | World Series | World Series        | World Series |
|  |                 |                    |                 |  |  |                 |                       |                 |  |  |                            |                            |                            |  |  |              |                     |              |
|  | 4               | Baltimore Orioles  | 0               |  |  |                 |                       |                 |  |  |                            |                            |                            |  |  |              |                     |              |
|  | 5               | Kansas City Royals | 2               |  |  | 1               | New York Yankees      | 3               |  |  |                            |                            |                            |  |  |              |                     |              |
|  |                 |                    |                 |  |  | 5               | Kansas City Royals    | 1               |  |  | 1                          | New York Yankees           | 4                          |  |  |              |                     |              |
|  | 3               | Houston Astros     | 0               |  |  | American League | American League       | American League |  |  | 2                          | Cleveland Guardians        | 1                          |  |  |              |                     |              |
|  | 6               | Detroit Tigers     | 2               |  |  | 2               | Cleveland Guardians   | 3               |  |  |                            |                            |                            |  |  |              |                     |              |
|  |                 |                    |                 |  |  | 6               | Detroit Tigers        | 2               |  |  |                            |                            |                            |  |  | AL1          | New York Yanees     | 1            |
|  | 4               | San Diego Padres   | 2               |  |  |                 |                       |                 |  |  |                            |                            |                            |  |  | NL1          | Los Angeles Dodgers | 4            |
|  | 5               | Atlanta Braves     | 0               |  |  | 1               | Los Angeles Dodgers   | 3               |  |  |                            |                            |                            |  |  |              |                     |              |
|  |                 |                    |                 |  |  | 4               | San Diego Padres      | 2               |  |  | 1                          | Los Angles Dodgers         | 4                          |  |  |              |                     |              |
|  | 3               | Milwaukee Brewers  | 1               |  |  | National League | National League       | National League |  |  | 6                          | New York Mets              | 2                          |  |  |              |                     |              |
|  | 6               | New York Mets      | 2               |  |  | 2               | Philadelphia Phillies | 1               |  |  |                            |                            |                            |  |  |              |                     |              |
|  |                 |                    |                 |  |  | 6               | New York Mets         | 3               |  |  |                            |                            |                            |  |  |              |                     |              |

### AL Wild Card
| Data                                      | Ospiti         | Casa           | Risultato |
| ----------------------------------------- | -------------- | -------------- | --------- |
| 1 ottobre                                 | Detroit Tigers | Houston Astros | 3-0       |
| 2 ottobre                                 | Detroit Tigers | Houston Astros | 5-2       |
| I Detroit Tigers vincono la serie per 2-0 |                |                |           |

| Data                                      | Ospiti             | Casa              | Risultato |
| ----------------------------------------- | ------------------ | ----------------- | --------- |
| 1 ottobre                                 | Kansas City Royals | Baltimore Orioles | 1-0       |
| 2 ottobre                                 | Kansas City Royals | Baltimore Orioles | 2-1       |
| I Kansas City Royals vincono la serie 2-0 |                    |                   |           |

### NL Wild Card
| Data                                 | Ospiti        | Casa              | Risultato |
| ------------------------------------ | ------------- | ----------------- | --------- |
| 1 ottobre                            | New York Mets | Milwaukee Brewers | 8-4       |
| 2 ottobre                            | New York Mets | Milwaukee Brewers | 3-5       |
| 3 ottobre                            | New York Mets | Milwaukee Brewers | 4-2       |
| I New York Mets vincono la serie 2-1 |               |                   |           |

| Data                                    | Ospiti         | Casa             | Risultato |
| --------------------------------------- | -------------- | ---------------- | --------- |
| 1 ottobre                               | Atlanta Braves | San Diego Padres | 0-4       |
| 2 ottobre                               | Atlanta Braves | San Diego Padres | 4-5       |
| I San Diego Padres vincono la serie 2-0 |                |                  |           |

### Division Series
| Data                                        | Ospiti             | Casa               | Risultato |
| ------------------------------------------- | ------------------ | ------------------ | --------- |
| 5 ottobre                                   | Kansas City Royals | New York Yankees   | 5-6       |
| 7 ottobre                                   | Kansas City Royals | New York Yankees   | 4-2       |
| 9 ottobre                                   | New York Yankees   | Kansas City Royals | 3-2       |
| 10 ottobre                                  | New York Yankees   | Kansas City Royals | 3-1       |
| I New York Yankees vincono la serie per 3-1 |                    |                    |           |

| Data                                       | Ospiti              | Casa                | Risultato |
| ------------------------------------------ | ------------------- | ------------------- | --------- |
| 5 ottobre                                  | Detroit Tigers      | Cleveland Guardians | 0-7       |
| 7 ottobre                                  | Detroit Tigers      | Cleveland Guardians | 3-0       |
| 9 ottobre                                  | Cleveland Guardians | Detroit Tigers      | 0-3       |
| 10 ottobre                                 | Cleveland Guardians | Detroit Tigers      | 5-4       |
| 12 ottobre                                 | Detroit Tigers      | Cleveland Guardians | 3-7       |
| I Cleveland Guardians vincono la serie 3-2 |                     |                     |           |

| Data                                           | Ospiti              | Casa                | Risultato |
| ---------------------------------------------- | ------------------- | ------------------- | --------- |
| 5 ottobre                                      | San Diego Padres    | Los Angeles Dodgers | 5-7       |
| 6 ottobre                                      | San Diego Padres    | Los Angeles Dodgers | 10-2      |
| 8 ottobre                                      | Los Angeles Dodgers | San Diego Padres    | 5-6       |
| 9 ottobre                                      | Los Angeles Dodgers | San Diego Padres    | 8-0       |
| 11 ottobre                                     | San Diego Padres    | Los Angeles Dodgers | 0-2       |
| I Los Angeles Dodgers vincono la serie per 3-2 |                     |                     |           |

| Data                                     | Ospiti                | Casa                  | Risultato |
| ---------------------------------------- | --------------------- | --------------------- | --------- |
| 5 ottobre                                | New York Mets         | Philadelphia Phillies | 6-2       |
| 6 ottobre                                | New York Mets         | Philadelphia Phillies | 6-7       |
| 8 ottobre                                | Philadelphia Phillies | New York Mets         | 2-7       |
| 9 ottobre                                | Philadelphia Phillies | New York Mets         | 1-4       |
| I New York Mets vincono la serie per 3-1 |                       |                       |           |

### League Championship Series
| Data                                    | Ospiti              | Casa                | Punteggio |
| --------------------------------------- | ------------------- | ------------------- | --------- |
| 14 ottobre                              | Cleveland Guardians | New York Yankees    | 2-5       |
| 15 ottobre                              | Cleveland Guardians | New York Yankees    | 3-6       |
| 17 ottobre                              | New York Yankees    | Cleveland Guardians | 5-7 (10)  |
| 18 ottobre                              | New York Yankees    | Cleveland Guardians | 8-6       |
| 19 ottobre                              | New York Yankees    | Cleveland Guardians | 5-2 (10)  |
| I New York Yankees vincono la serie 4-1 |                     |                     |           |

| Data                                       | Ospiti              | Casa                | Punteggio |
| ------------------------------------------ | ------------------- | ------------------- | --------- |
| 13 ottobre                                 | New York Mets       | Los Angeles Dodgers | 0-9       |
| 14 ottobre                                 | New York Mets       | Los Angeles Dodgers | 7-3       |
| 16 ottobre                                 | Los Angeles Dodgers | New York Mets       | 8-0       |
| 17 ottobre                                 | Los Angeles Dodgers | New York Mets       | 10-2      |
| 18 ottobre                                 | Los Angeles Dodgers | New York Mets       | 6-12      |
| 20 ottobre                                 | New York Mets       | Los Angeles Dodgers | 5-10      |
| I Los Angeles Dodgers vincono la serie 4-2 |                     |                     |           |

### World Series
| Data                                       | Ospiti              | Casa                | Punteggio |
| ------------------------------------------ | ------------------- | ------------------- | --------- |
| 25 ottobre                                 | New York Yankees    | Los Angeles Dodgers | 3-6 (10)  |
| 26 ottobre                                 | New York Yankees    | Los Angeles Dodgers | 2-4       |
| 28 ottobre                                 | Los Angeles Dodgers | New York Yankees    | 4-2       |
| 29 ottobre                                 | Los Angeles Dodgers | New York Yankees    | 4-11      |
| 30 ottobre                                 | Los Angeles Dodgers | New York Yankees    | 7-6       |
| I Los Angeles Dodgers vincono la serie 4-1 |                     |                     |           |

#### ALCS MVP
- Giancarlo Stanton[19]

#### NLCS MVP
- Tommy Edman[20]

#### World Series MVP
- Freddie Freeman[21]

## Ritiri

### Giocatori
- Shin-Soo Choo ha annunciato il 14 dicembre 2023 che si sarebbe ritirato a fine stagione[22]
- Tim Lopes – 28 marzo, 2024
- William Woods – 2 aprile
- Stephen Strasburg – April 6[23]
- Beau Taylor – 14 aprile[24]
- Khris Davis – 12 maggio[25]
- Dylan Bundy – 13 maggio[26]
- Clint Frazier – 3 luglio[27]
- Kevin Kiermaier - 24 luglio (announciato); potrebbe ritirarsi a fine stagione[28]
- Joey Votto - 21 agosto
- Daniel Castano - 4 settembre[29]
- Elvis Andrus - 6 settembre[30]
- James Paxton - 11 settembre (annunciato); dovrebbe ritirarsi alla fine di questa stagione[31]
- Matt Adams - 15 settembre[32]
- Charlie Culberson - 19 settembre[33]
- Charlie Blackmon - 23 settembre (annunciato); si ritirerà alla fine di questa stagione[34]
- Marwin González - 25 settembre[35]
- Daniel Hudson - 31 ottobre[36]
- Alex Kirilloff - 31 ottobre[37]
- Brandon Crawford - 27 novembre[38]
- Casey Sadler - 27 novembre[39]
- Wil Myers - 22 dicembre[40]
- Ehire Adrianza - 24 dicembre[41]

### Numeri ritirati
- I New York Mets ritireranno il numero 16 di Dwight Gooden il 14 aprile e il numero 18 di Darryl Strawberry il 1º giugno[42]
- I Detroit Tigers ritireranno il numero 10 di Jim Leyland il 3 agosto[43]